# Jászer al-Kahtání
Jászer Szaíd al-Kahtání (arabul: ياسر سعيد القحطاني; Hobár, 1982. október 10. –) szaúd-arábiai válogatott labdarúgó. 2007-ben az év játékosának választották Ázsiában. 

## Pályafutása

### Klubcsapatban
2000 és 2005 között az Al-Kádszjah csapatában játszott. 2005 és 2018 között az el-Hilál játékosa volt. csapatában játszott, melynek színeiben öt alkalommal nyerte meg a szaúdi bajnokságot (2008, 2010, 2011, 2017, 2018). 2014-ben és 2017-ben bejutott csapatával az AFC-bajnokok ligája döntőjébe. A 2011–12-es szezonban az Emirátusokban szerepelt kölcsönben az El-Ajn együttesénél. 

### A válogatottban
2002 és 2013 között 108 alkalommal játszott a szaúd-arábiai válogatottban és 42 gólt szerzett, ezzel Medzsid Abdullah után a második legeredményesebb játékos. Részt vett a 2004-es, a 2007-es és a 2011-es Ázsia-kupán, illetve a 2006-os világbajnokságon, ahol a Tunézia elleni csoportmérkőzésen gólt szerzett.

## Sikerei, díjai
El-Hilál
- Szaúd-arábiai bajnok (5):  2007–08, 2009–10, 2010–11, 2016–17, 2017–18
- AFC-bajnokok ligája döntős (1): 2014, 2017

El-Ajn FC
- UAE bajnok (1): 2011–12

Szaúd-Arábia
- Ázsia-kupa ezüstérmes (1): 2007
- Öböl-kupa győztes (1): 2003

Egyéni
- Az Ázsia-kupa társgólkirálya (1): 2007 (4 góllal)